# Taphrinomycotina
Taphrinomycotina je primitivní podkmen hub z oddělení vřeckovýtrusných. Zahrnuje různé primitivní askomycety, jako je palcatka broskvoňová (Taphrina deformans, známá kadeřavost broskvoně), dále bizarní rod Neolecta či rod Pneumocystis nebo kvasinka Schizosaccharomyces. Podle novějších studií by mohlo jít o bazální skupinu, sesterskou ke všem ostatním vřeckovýtrusným.